# Marduk-balassu-iqbi
Marduk-balāssu-iqbi (<<Marduk ha prometido su vida>>),: 205  ca. 819 – 813 BC, fue el octavo rey de la Dinastía de E de Babilonia. Fue el sucesor de su padre,  Marduk-zakir-shumi I, y fue la cuarta generación familiar que reinó tras Nabu-shuma-ukin I. Fue contemporáneo de Shamshiadad V de Asiria, que fue aliado de su padre, y cuñado suyo, al casar con su hermana, Sammuramat, pero que luego fue su némesis.

## Biografía
Está registrado en un kudurru fechado en el segundo año de su padre, 25 años antes de ascender al trono, lo que sugiere que era bastante mayor cuando asumió el poder. También recibe una mención pasajera en la Crónica ecléctica, junto con su padre.
Parece haber hecho su capital en Gannanāti, una ciudad sobre el río Diyala. Se entregó a la actividad constructora en Seleucia, y ejerció el control sobre los territorios de Der y Nippur.

### Las campañas de Shamshiadad
Los asirios, bajo Shamshiadad V (ca. 823-811 a. C.), emprendieron dos campañas contra él. El motivo de estos ataques es incierto, aunque, Shamshiadad pudiera haber albergado algún resentimiento por su posición inferior en un tratado con el antecesor de Marduk-balassu-iqbi, Marduk-zâkir-šumi.
La ruta de la primera campaña siguió el lado oriental del curso del Tigris, a lo largo del borde las montañas, ya que la ruta directa a Babilonia, estaba bloqueada por la fortaleza de Zaddi, la ciudad más al norte de Babilonia en ese tiempo, un poco al sur del Pequeño Zab.  De acuerdo con sus Anales, Shamsiadad hizo una pausa para cazar tres leones en la ladera del monte Epih (Jebel Hamrin), y luego procedió a dejar un rastro de devastación en su camino, sitiando la ciudad de Me-Turnat, en la orilla del Diyāla, que cruzó, para tomar e incendiar la ciudad real de Qarne. Saqueó Di’bina y luego asaltó los suburbios de Gannanāti, Datebir e Izduja.: 208–9  También saqueó Qiribti-alani, jactándose de que se había llevado <<las propiedades, dioses, bueyes y ovejas de sus habitantes>> Luego, despojó la ciudad real de Dur-Papsukkal, próxima a Der, tras lo cual parece haber sido contenido por una gran alianza de caldeos, elamitas, casitas y arameos, aunque la Historia sincrónica describe cómo el rey asirio <<llenó la llanura con los cadáveres de los guerreros de Marduk-balāssu-iqbi,”
La segunda campaña fue, aparentemente, más un asunto quirúrgico, buscando Samsi-Adad un camino directo hasta Gannanāti, obligando a Marduk-balāssu-iqbi a huir hasta la región del Diyāla, donde encontró refugio, inicialmente en Nimitti-šarri (Aḫišānu), pero luego fue acorralado, tras la captura de Dēr, y llevado encadenado a Asiria. Samsi-Adad se jacta en su Gottesbrief,, un texto literario, de que treinta mil cautivos fueron deportados de Der.